# Kabarasso
Kabarasso est une commune rurale du Mali, faisant partie de l'ancien arrondissement de Dogoni, dans le cercle et la région de Sikasso. 
Elle est constitue de onze villages répartis comme suit : Kabarrasso, Soroto Bougoula, Wassala, M'pègresso, fassoumana, Koutiénebougou, Mèkèla, Nianzabougou, N'tiobougou, N'golokoulola et M'pèribala.
La population est de dix sept cent quatorze (10 714 habitants).